# مونیکا گرونکه
مونیکا گرونکه (متولد ۲۸ مارس ۱۹۵۲ در هانوفر) اسلام‌شناس آلمانی و استاد مطالعات ایرانشناسی در دانشگاه کلن است.

## زندگی
پس از اتمام مدرسه، گرونکه مطالعات اسلامی را آموخت. گرونکه از سال ۱۹۹۱ در سمینار شرقی دانشگاه کلن به تدریس مطالعات اسلامی و ایرانی پرداخت. وی سردبیر مجموعه Documenta Iranica et Islamica است.

## آثار
- اسناد خصوصی عربی و فارسی مربوط به قرون ۱۲ و ۱۳ قرن از اردبیل (آذربایجان). شوارتز، برلین ۱۹۸۲، شابک ۳-۹۲۲۹۶۸-۱۶-۳.
- دراویش در پیشانی قدرت. فرانتس اشتاینر ورلاگ، اشتوتگارت ۱۹۹۳، شابک ۳-۵۱۵-۰۵۷۵۸-۷.
- تاریخ ایران، از اسلامی سازی تا امروز. چهارم نسخه CH Beck Verlag، مونیخ ۲۰۱۴، شابک ۹۷۸-۳-۴۰۶-۴۸۰۲۱-۸.
- ایران یک تاریخچه کوتاه؛ از اسلام‌گرایی تا به امروز. وینر، پرینستون، نیوجرسی، ۲۰۰۸، شابک ۹۷۸-۱-۵۵۸۷۶-۴۴۵-۳.
- فرهنگ نامه بیوگرافی Ṣalāḥaddīn Ḫalīl ابن- Aibak aṣ-Ṣafadī . قسمت ۲۳: عمر بن-العبد الوهاب - فروه بن-اهینه. شوارتز، برلین ۲۰۱۰، شابک ۹۷۸-۳-۸۷۹۹۷-۱۷۹-۴. (= Bibliotheca Islamica، جلد ۶)